# Arnold Gartmann
Arnold „Noldi” Gartmann  (ur. 20 listopada 1904 w Sankt Moritz, zm. 4 czerwca 1980) – szwajcarski bobsleista. Złoty medalista olimpijski z Garmisch-Partenkirchen.
Igrzyska w 1936 były jego jedyną olimpiadą. Triumfował w czwórkach, w osadzie Pierre’a Musy’go. W 1935 osada w tym samym składzie zajęła drugie miejsce na mistrzostwach świata.
Jego syn Arnold (saneczkarz) i bratanek Abi (bobsleista) także byli olimpijczykami.